# Liu Yilin
Liu Yilin (* 7. Januar 1985) ist ein chinesischer Straßenradrennfahrer.
Liu Yilin begann seine Karriere 2007 bei dem chinesischen UCI Continental Team Discovery Channel-Marco Polo, das als Farmteam für die ProTour-Mannschaft Discovery Channel Pro Cycling Team fungierte. Seit 2008 fährt die Mannschaft unter dem Namen Trek-Marco Polo. Anfang der Saison 2008 wurde Liu auf einem Teilstück der Jelajah Malaysia Neunter. Im November wurde er chinesischer Meister im Straßenrennen.

## Erfolge
2008
- Chinesischer Meister – Straßenrennen

## Teams
- 2007 Discovery Channel-Marco Polo
- 2008 Trek-Marco Polo
- 2009 Trek-Marco Polo
- 2010 Marco Polo Cycling Team
- 2011 Hengxiang Cycling Team
- 2012 Hengxiang Cycling Team
- 2013 Hengxiang Cycling Team
- 2014 Hengxiang Cycling Team (bis 30. Juni)